# キタリス
キタリス（北栗鼠、Sciurus vulgaris）は、ネズミ目（齧歯目）リス科リス属に分類されるリスの一種。

## 分布

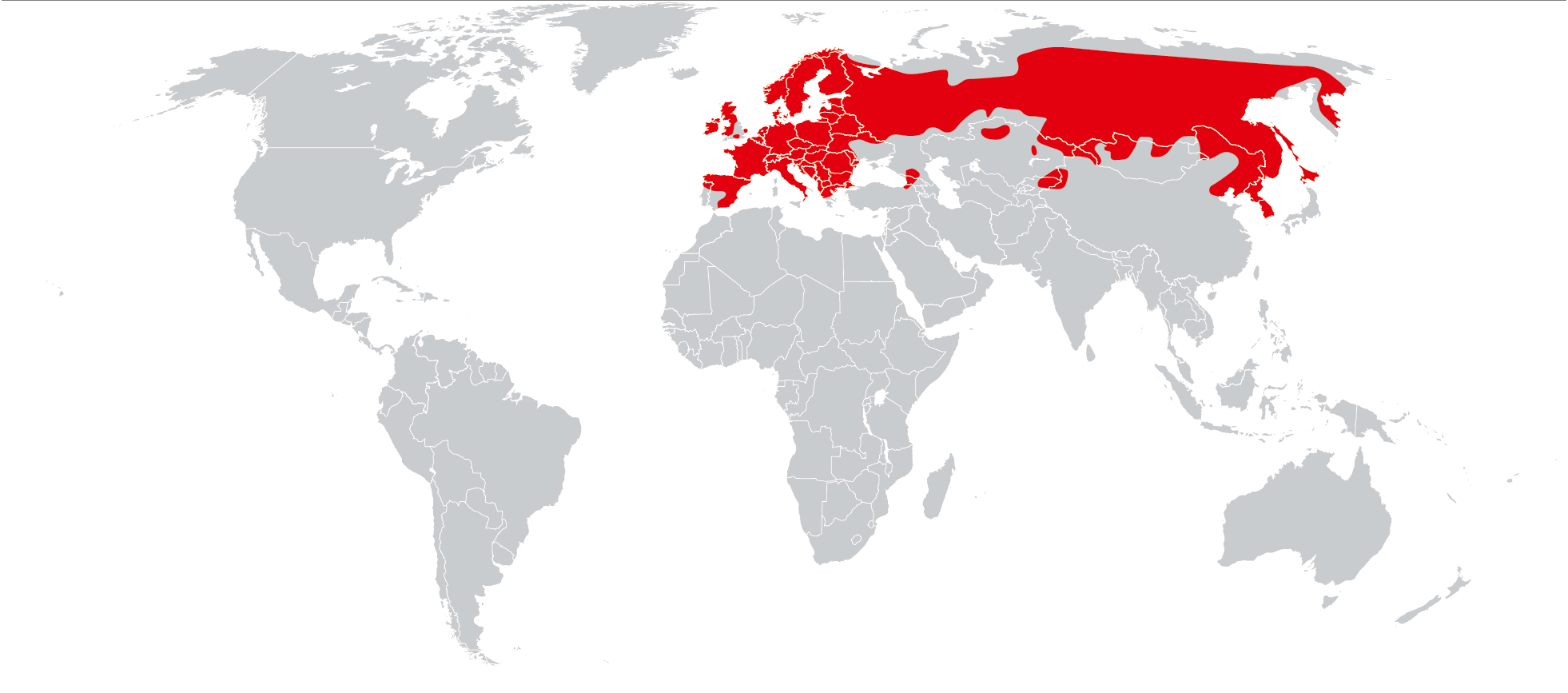
分布図

アイルランド、イギリス、イタリア、ウクライナ、オーストリア、オランダ、クロアチア、スイス、スウェーデン、スペイン、スロバキア、スロベニア、セルビア、大韓民国、チェコ、中華人民共和国、朝鮮民主主義人民共和国、デンマーク、ドイツ、ノルウェー、ハンガリー、フィンランド、フランス、ブルガリア、ベルギー、ボスニア・ヘルツェゴビナ、ポーランド、マケドニア共和国、モンゴル、モンテネグロ、ルーマニア、ロシア
- S. v. orientis　エゾリス 日本（北海道）固有亜種

## 形態

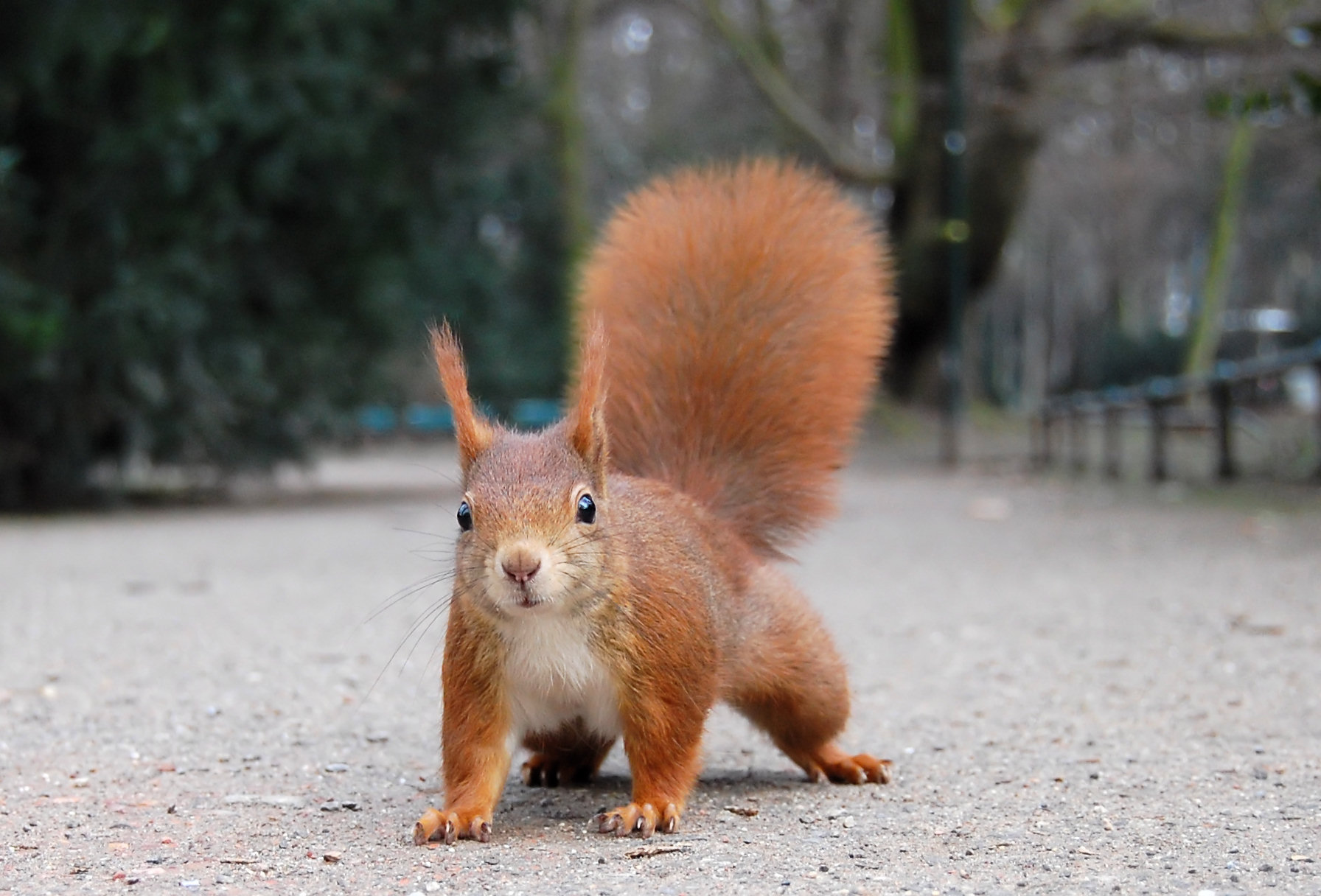
冬毛のキタリス（デュッセルドルフのHofgartenにて）

体長22-27cm。尾長16-20cm。体重0.3-0.41kg。体毛には季節や亜種（地域）により変異がある。冬毛には外耳の先端には房状に体毛が伸長する。
新生児の体重は8-12g。生後10-13日で体毛が生え始め、生後3週間程で全身が完全に体毛で覆われる。生後1ヶ月程で眼が開く。門歯は下が生後22日程、上が生後35日程で生える。

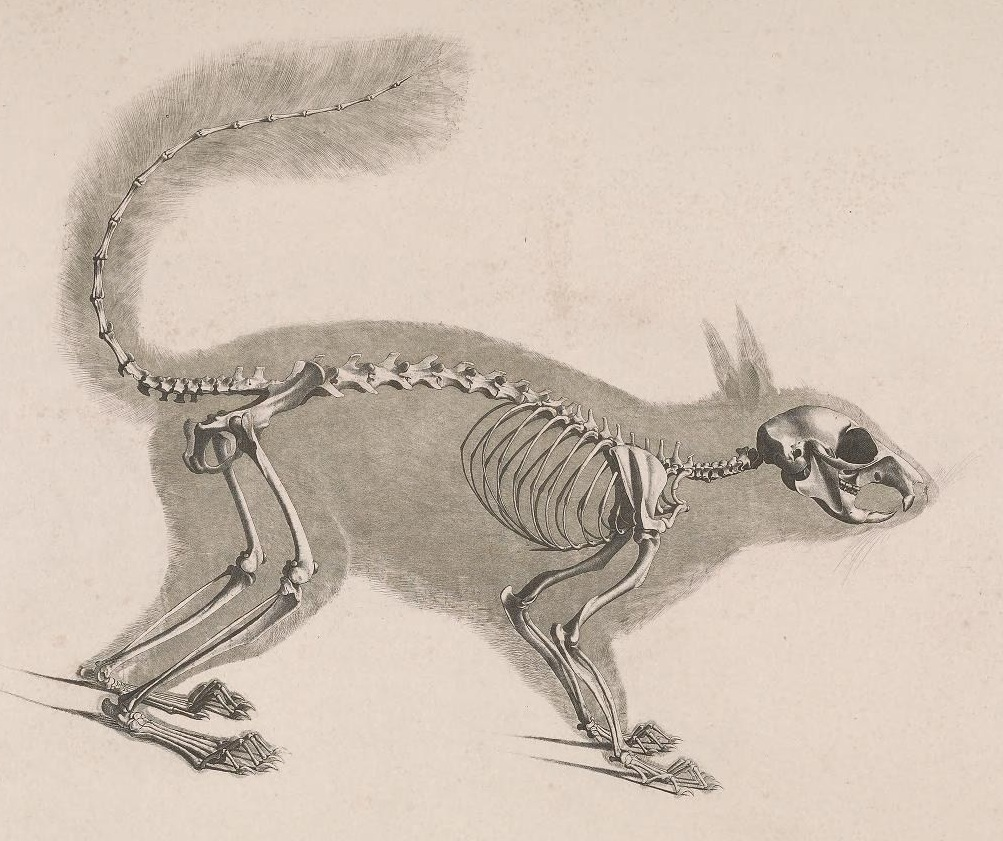
骨格
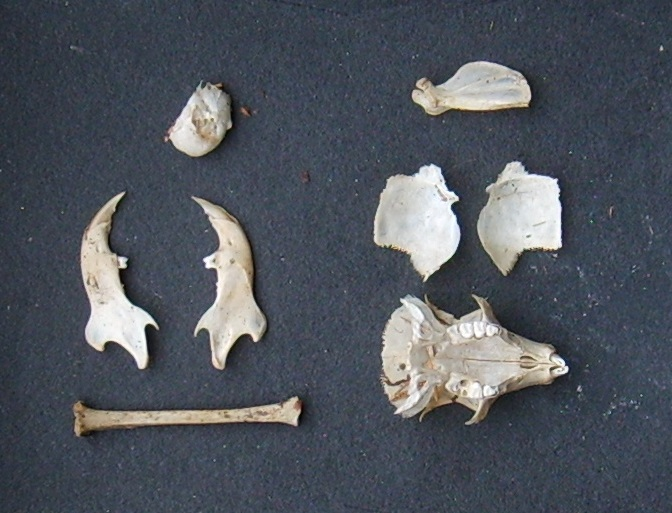
骨
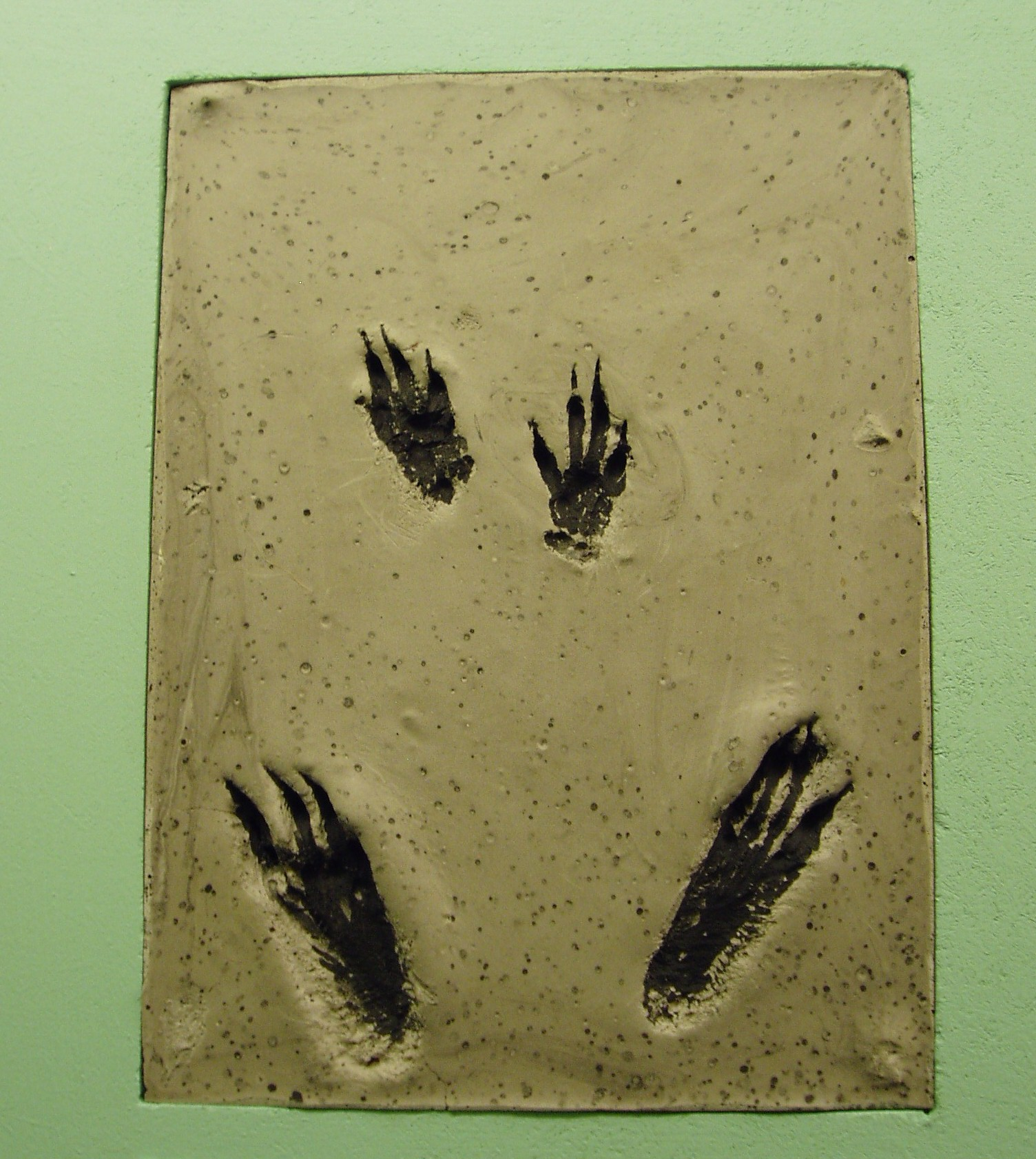
足形
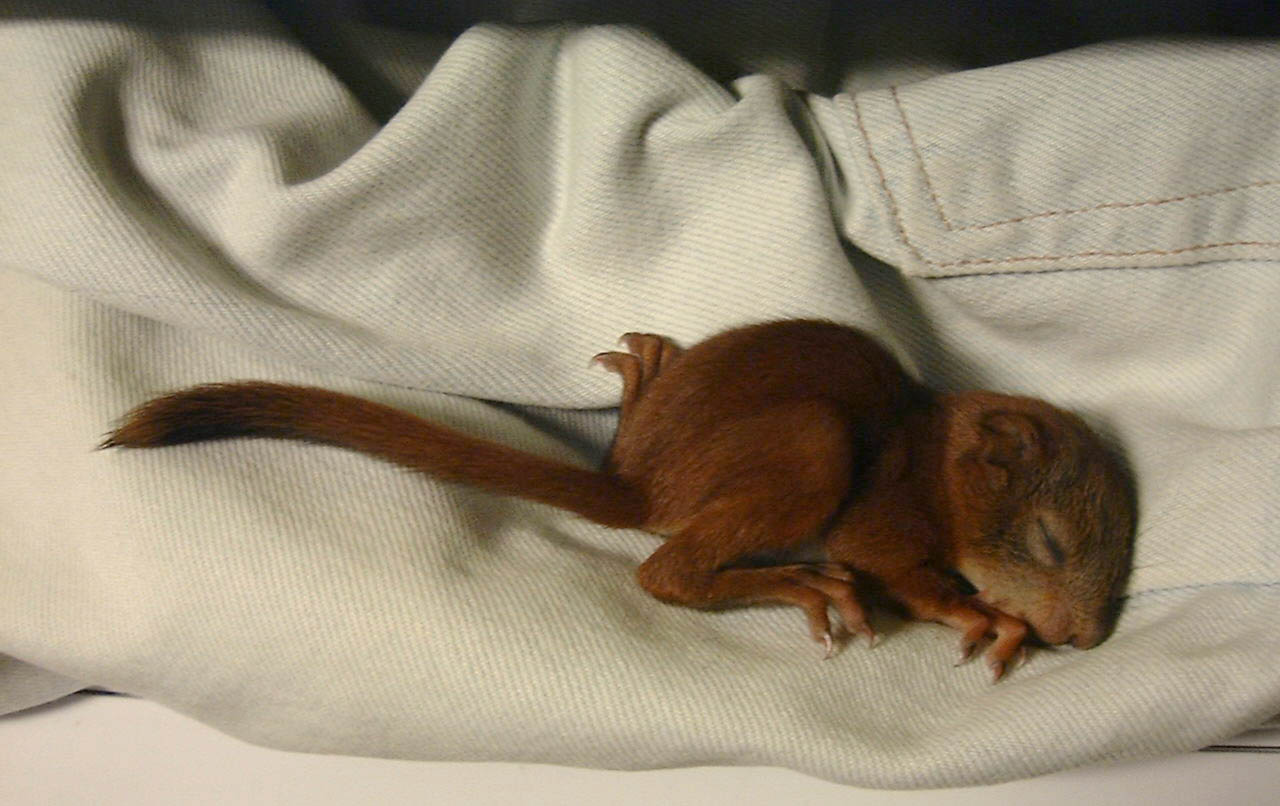
生まれて二週間のキタリス

## 亜種
- S. v. alpinus Desmarest, 1822
- S. v. altaicus Serebrennikov, 1928
- S. v. anadyrensis Ognev, 1929
- S. v. arcticus Trouessart, 1906
- S. v. balcanicus Heinrich, 1936
- S. v. chiliensis Sowerby, 1921
- S. v. cinerea Hermann, 1804
- S. v. dulkeiti Ognev, 1929
- S. v. exalbidus Pallas, 1778
- S. v. fedjushini Ognev, 1935
- S. v. formosovi Ognev, 1935
- S. v. fuscoater Altum, 1876
- S. v. fusconigricans Dvigubsky, 1804
- S. v. leucourus Kerr, 1792
- S. v. lilaeus Miller, 1907
- S. v. mantchuricus Thomas, 1909
- S. v. martensi Matschie, 1901
- S. v. ognevi Migulin, 1928
- S. v. orientis Thomas, 1906　エゾリス
- S. v. rupestris Thomas, 1907
- S. v. ukrainicus. Migulin, 1928
- S. v. varius Gmelin, 1789
- S. v. vulgaris Linnaeus, 1758

## 生態

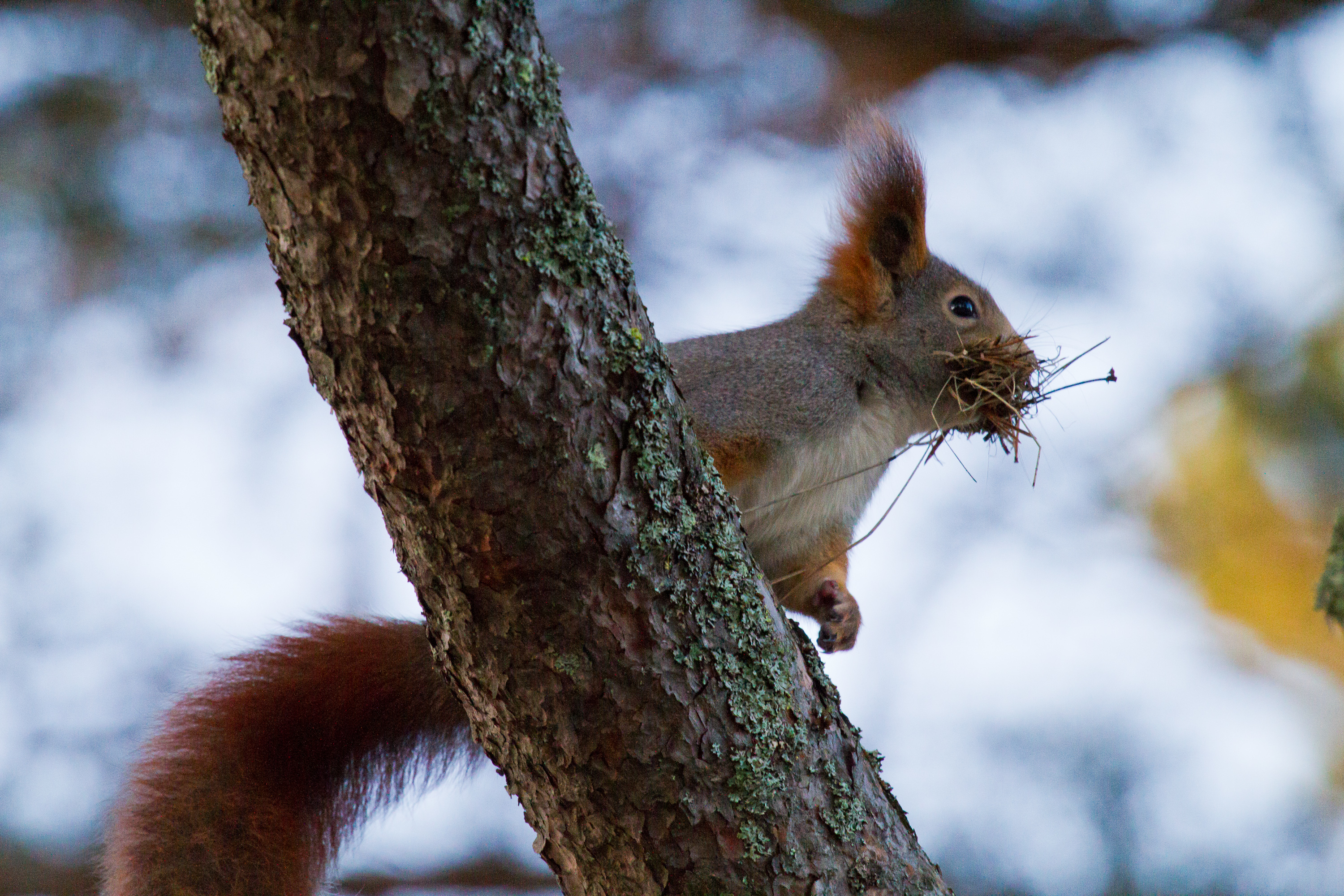
枯れ葉を銜えた状態

原産地では、平野から亜高山帯までの森林に生息する。昼行性で、樹上に枯れ木を組み合わせたり樹洞に苔や枯葉、毛等を敷いた巣を作る。冬眠は行わないが、冬季に巣に数日間篭ることはある。天敵としてはタカ類、フクロウ類、テン類等が挙げられる。
食性は植物食傾向の強い雑食で、果実、種子、木の葉、若芽、樹皮、樹液、鳥類の卵、昆虫類等を食べる。食物を貯めたり、地面に埋める事もある。
繁殖形態は胎生で、年に1回春季（環境が良い場合は春季と夏季の2回）に幼獣を産む。冬季に食物が少なかった場合は、夏季に幼獣を産む。メスのみが巣で幼獣を育てる。危険を感じると母親は幼獣を咥えて巣を移動する。幼獣は生後45日程で巣から離れ、生後8週間程で乳離れし独立する。生後1年程で性成熟するが、天敵に捕食される等の理由で生後1年を迎える個体は4分の1程しかいない。

## 人間との関係
毛皮は革製品に利用され、特にロシアでは盛んに狩猟、取引される。
樹木の樹皮や若芽を食害する害獣。開発による生息地の破壊、毛皮目的やスポーツとしての狩猟等により生息数は減少している。
ペットとして飼育されることもあり、その歴史は古い。日本にも輸入されていた。しかしニホンリスとの競合、樹木の食害等の懸念から2006年に外来生物法により亜種エゾリスを除いて特定外来生物に指定された。そのため2008年現在は輸入、販売、譲渡、飼育等は禁止されている。
2013年の日本哺乳類学会の調査では狭山丘陵全域に生息し野生化していることが確認された。